# Get Rich or Die Tryin' (album)
'Get Rich Or Die Tryin' prvi je studijski album repera 50 Cent-a s etiketom Interscope. U SAD-u je pušten na tržište 6. veljače 2003., a na hrvatsko tržište je stigao sredinom travnja. Do danas je najuspiješniji 50 Centov album, s prodanih 12 milijuna primjeraka diljem svijeta. Napoznatiji je po singlu "In da Club".

## Singlovi
| #  | Naslov                                | Producent(i)              | Gostuju              | Trajanje |
| -- | ------------------------------------- | ------------------------- | -------------------- | -------- |
| 1  | "Intro"                               |                           |                      | 0:08     |
| 2  | "What Up Gangsta"                     | Rob "Reef" Tewlow         |                      | 2:59     |
| 3  | "Patiently Waiting"                   | Eminem                    | Eminem               | 4:48     |
| 4  | "Many Men (Wish Death)"               | Darrell "Digga" Branch    |                      | 4:16     |
| 5  | "In da Club"                          | Dr. Dre and Mike Elizondo |                      | 3:40     |
| 6  | "High All the Time"                   | DJ Rad and Eminem         |                      | 4:29     |
| 7  | "Heat"                                | Dr. Dre                   |                      | 4:14     |
| 8  | "If I Can't"                          | Dr. Dre                   |                      | 3:16     |
| 9  | "Blood Hound"                         | Sean Blaze                | Young Buck           | 4:00     |
| 10 | "Back Down"                           | Dr. Dre                   |                      | 4:03     |
| 11 | "P.I.M.P."                            | Denaun Porter             |                      | 4:09     |
| 12 | "Like My Style"                       | Rockwilder                | Tony Yayo            | 3:13     |
| 13 | "Poor Lil Rich"                       | Sha Money XL              |                      | 3:19     |
| 14 | "21 Questions"                        | Midi Mafia                | Nate Dogg            | 3:44     |
| 15 | "Don't Push Me"                       | Eminem                    | Lloyd Banks & Eminem | 4:08     |
| 16 | "Gotta Make It to Heaven"             | Megahertz                 |                      | 4:00     |
| 17 | "Wanksta" (dodatna pjesma)            | John "J-Praize" Freeman   |                      | 3:39     |
| 18 | "U Not Like Me" (dodatna pjesma)      | Red Spyda                 |                      | 4:15     |
| 19 | "Life's on the Line" (dodatna pjesma) | Terence Dudley            |                      | 6:21     |